# Скаржинецький парк
Скаржине́цький парк — парк-пам'ятка садово-паркового мистецтва місцевого значення в Україні. Розташований у селі Скаржинці Розсошанської сільської громади Хмельницького району Хмельницької області. 
Площа 2 га. Заповідана розпорядженням виконкому обласної ради депутатів трудящих від 30.01.1969 року № 72-р. Перебуває у віданні: Обласна психіатрична лікарня с. Скаржинці.

## Історія
Вперше назва села Скаржинці згадується у документальних джерелах другої половини XVIII століття. Відомо, що наприкінці ХІХ століття у селі знаходився маєток поміщика Валерія Робертовича Маровського, якому належало 320 десятин землі. Будучи вмілим господарем, Валерій Маровський перетворив свій маєток на архітектурний ансамбль, що складався з двоповерхового палацу, штучного острівця-клумби, на якому росли фруктові дерева, а також горіхової, каштанової, соснової, кизилової алей та особливого «дерева-тюльпана» (всі об'єкти збережені дотепер). У маєтку також був облаштований каскад ставків, у яких розводили рибу. 
За радянських часів маєток було націоналізовано і в 1952 році передано для облаштування обласної психіатричної лікарні, яка працює на його території до теперішнього часу. Крім цього закладу у колишніх панських будівлях розташовані приміщення сільської ради, бібліотека, фельдшерський пункт, відділення поштового зв'язку та автоматична телефонна станція. 
Панський парк попри свою невелику площу містив цінну колекцію деревних рослин, що і спонукало державних посадовців до його заповідання у 1969 році.

## Опис
Основу деревостану Скаржинецького парку становлять липа серцелиста і граб звичайний. Серед цих насаджень ростуть поодинокі рідкісні дерева, які у часи заснування парку були екзотичними для України, а також ті, що мають естетичне значення, завдяки особливій формі, забарвленню листя, непересічному віку. Зокрема, велику цінність становить ліріодендрон тюльпановий (вищезгадане «дерево-тюльпан»), чий вік перевищив 100 років. Ця особина зростає в дещо загущеному насадженні в одному ряді з двома дубами болотними, через що в неї сформувався рівний, стрункий, високо очищений від гілля стовбур завширшки 49,4 см і заввишки близько 24 м. Розташовані поруч два дуби болотних також становлять неабиякий інтерес — це найстаріші представники виду в Хмельницькій області. Діаметри їхніх стовбурів складають 94,3 см і 94,5 см, а вік оцінюють приблизно у 100—120 років. 
Окрім дубів, старожилами Скаржинецького парку є горіх чорний, ялина європейська та клен польовий. Горіх чорний — один із найстаріших представників виду в Хмельницькій області. Ця особина має діаметр стовбура 110 см, висоту близько 26 м, розлогу крону, вирізняється рясним плодоношенням. Ялина європейська являє собою старе дерево завширшки 95,5 см, чий вік оцінюють приблизно у 150—180 років. Вік польового клену точно не встановлений, але він також поважний, про що свідчить чималий для цієї породи діаметр стовбура — 98,7 см.

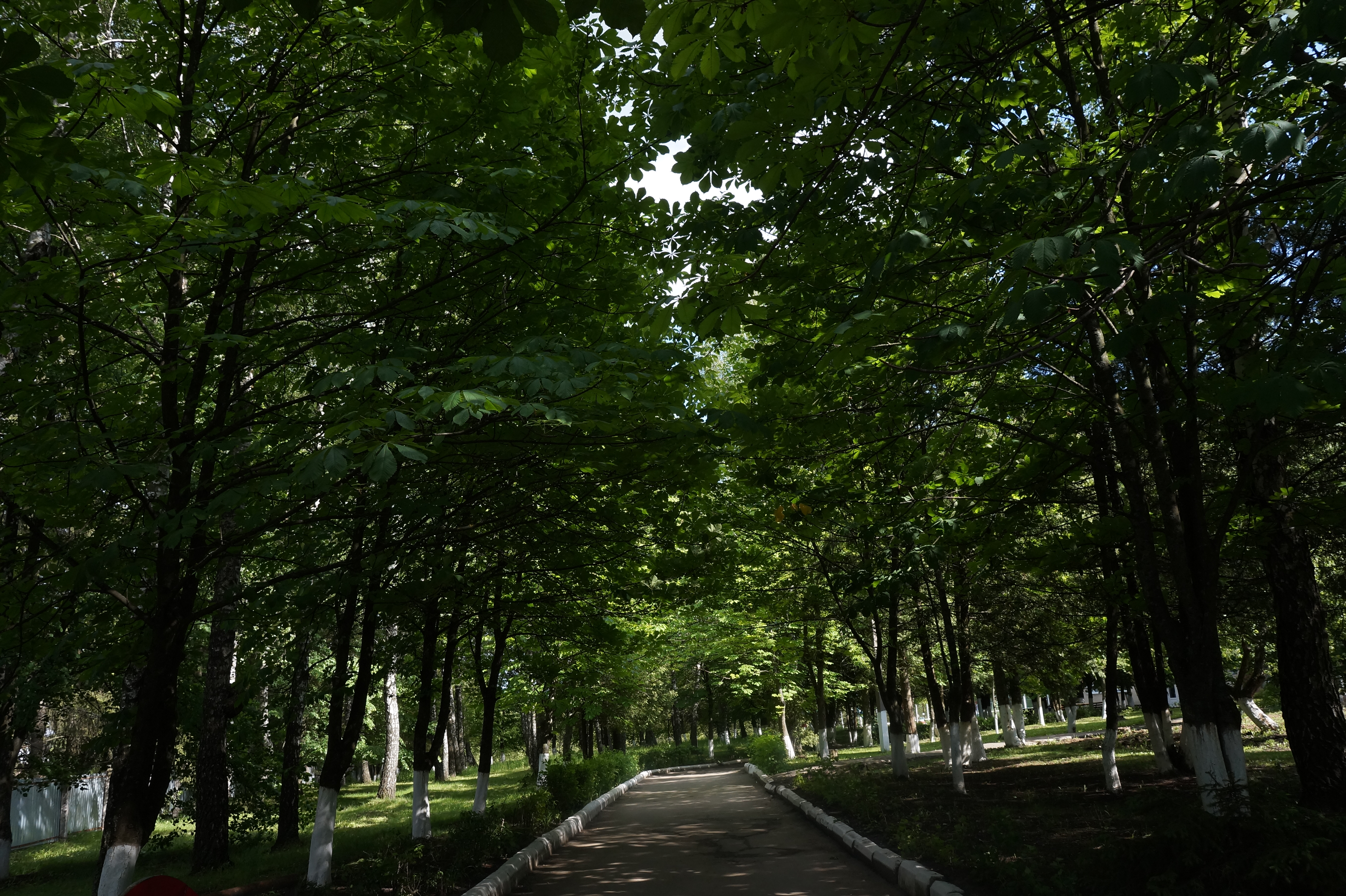
Алея каштана і бука європейського — ботанічна пам'ятка природи в межах основної території парку.

До живих пам'яток Скаржинецького парку відносять ряд декоративних форм дерев, які нечасто використовують в озелененні. Серед них варто зазначити дві особини розсіченолистої форми клена сріблястого з діаметрами стовбурів 75 см і 64,6 см. Обидва дерева зростають поодиноко, тому вирізняються розлогими кронами. Ботанічно близький до них явір належить до пурпурнолистої форми і має стовбур завширшки 114,6 см. Інший екзот — ясен звичайний плакучої форми зі стовбуром завширшки 40,8 см. Справжньою окрасою парка є сосна веймутова — понадвіковий представник найгарнішого виду сосен серед культивованих в Україні. Дерево має діаметр стовбура 86 см, висоту близько 18 м. Ця особина зростає поодиноко, має яйцеподібну крону, щорічно плодоносить.
Дендрологічний дизайн парку завершують однопородні алеї дерев і кущів, які оперізують його з різних сторін. Так, ряд ялин європейських розташований з південно-східного боку парку. Його довжина сягає близько 200 м, діаметр стовбурів ялин складає в середньому 52-68 см. Окрім цієї алеї, цінність становлять два ряди кизилу чоловічого. Один з них має понадстолітній вік і є продовженням букового ряду, який, в свою чергу, належить до окремої ботанічної пам'ятки природи, що носить назву «Алея каштана і бука європейського». Другий кизиловий ряд зберігся частково, його залишки розташовані на межі парку і саду, неподалік від визначного горіха чорного.

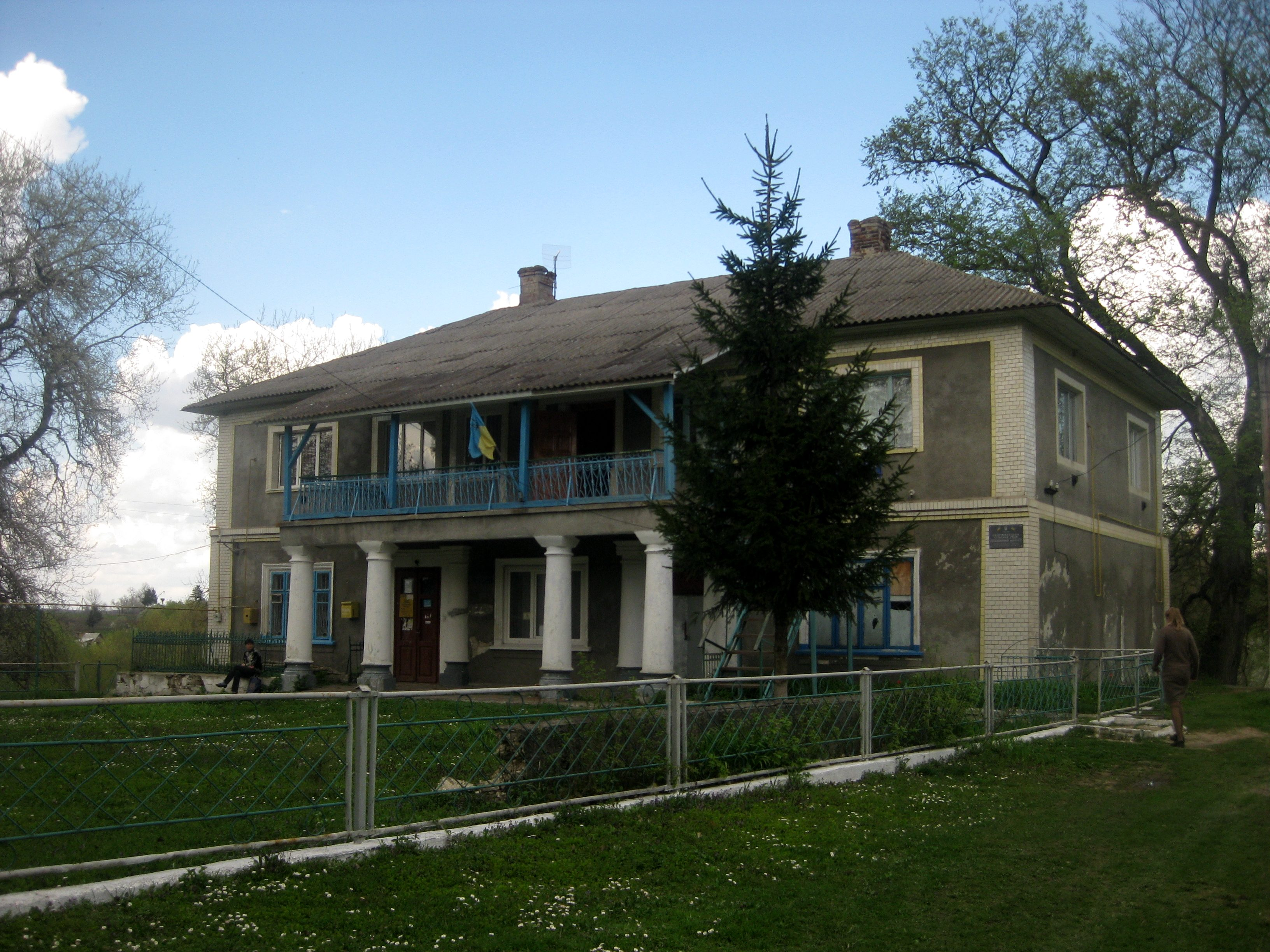
Будинок садиби Маровських — об'єкт історичної спадщини, що не має офіційного статусу.

Виключну ландшафтно-екологічну, історико-культурну, наукову, гідрологічну, дендрологічну, естетичну та рекреаційну цінність має ділянка колишнього маєтку та парку, площею близько 12 га, яку не включено до природно-заповідного фонду області. Саме на ній розташовані будівля колишнього будинку Маровських (сьогодні — приміщення сільської ради), старовинна криниця, став і велика (до 150 м) алея сосни кедрової європейської, в складі якої зростають п'ять величних дерев сосни чорної. У деревостані цієї незаповіданої ділянки також знайдені цінні особини. Зокрема, тут зростає понадвікова ялина колюча сизої форми (завширшки 62,4 см); біля криниці — старі дерева береста, явора, осокора.